# Ritmo

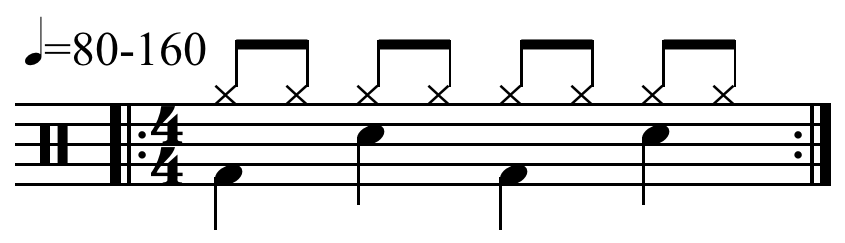
Semplice 4/4 di molta musica popolare:

Il ritmo, considerato in generale, è una successione di impulsi (o fenomeni) sonori intervallati tra loro da uno spazio di tempo più o meno regolare e costante. In musica, viene considerato - in virtù della sua riproducibilità - soltanto il ritmo regolare e costante nel tempo.
Il ritmo può essere cadenzato a velocità molto variabili: una marcia, per esempio, può essere eseguita velocemente o anche molto lentamente; ciò che conta è la regolarità del battito, dell'impulso, che deve essere riproducibile ciclicamente. Il ritmo è l'ossatura base di ogni composizione musicale e nella sua struttura si evidenziano gli accenti, percepiti dall'orecchio umano come alternanza di accenti forti e accenti deboli.
L'aspetto ritmico della musica, che è strettamente collegato alla danza, è molto antico, forse il più antico in assoluto: non a caso i tamburi e altri strumenti a percussione, che essendo a suono indeterminato, possono produrre solo ritmi, sono i primi strumenti musicali conosciuti e sono presenti anche presso le culture più primitive. Questo è dovuto al fatto che suoni ritmici come per esempio il tamburellare delle gocce di pioggia, lo scrosciare di un ruscello, il canto degli uccelli siano presenti in natura.
Il ritmo è definito come una successione di accenti, intendendo con accento il maggior rilievo (variazione di intensità o di enfasi) che alcuni suoni hanno rispetto ad altri nell'ambito di un brano o una frase musicale. Avremo allora suoni più accentati (accento forte), meno accentati (accento debole) o non accentati. La sequenza degli accenti di un brano musicale tende normalmente a ripetersi a intervalli regolari ed è questa ripetizione che viene chiamata ritmo del brano: la più breve sequenza non periodica (quella che viene ripetuta) viene anche chiamata cellula ritmica. L'accentuazione dei suoni di un brano musicale può anche avere altre funzioni e gli accenti vengono così distinti in diversi tipi: accento metrico, ritmico, dinamico, agogico, melodico o patetico.
Quando un brano è composto da più voci, umane o strumentali, il ritmo è avvertibile in misura diversa nelle varie parti: la melodia è spesso quella meno vincolata ad una scansione incisiva del ritmo, per cui questo compito viene affidato per lo più ad alcuni strumenti che vengono collettivamente chiamati sezione ritmica. Oltre, ovviamente, alla batteria degli strumenti a percussione, altri strumenti quali il contrabbasso, il pianoforte, la chitarra e il basso elettrico sono considerati parte della sezione ritmica di un'orchestra, e non è raro ascoltare impegnati in passaggi particolarmente incisivi e cadenzati anche intere sezioni orchestrali (ad esempio di archi o fiati)  tradizionalmente legate ad un'esecuzione più melodico-espressiva.

## Unità di tempo e movimento
Quando il ritmo è caratterizzato da una scansione periodica, il metro (o tempo) può essere binario, ternario, quaternario, etc a seconda della quantità di unità tempo (pulsazione) di cui è composto il periodo. Il movimento, invece, è una delle singole pulsazioni che compone il metro periodico (il primo, il secondo, etc). Ad esempio: in un semplice ritmo quaternario le unità sono quattro, e il "3" è il terzo movimento di una battuta. Se si suonasse ad ottavi in un ritmo di 44, allora il colpo del movimento 3 sarebbe (solitamente, a meno di non volere suonare in controtempo) in corrispondenza del primo ottavo della duina di ottavi che compone il terzo quarto.

## Accento metrico (battere e levare)
L'accento metrico o di misura è quello che cade sul primo movimento di ogni misura. Questo accento non è segnato graficamente ma è sottinteso, in parole povere è il "battere". Laddove in generale il primo movimento della misura viene normalmente eseguito con accentazione forte seguita da un accento debole, il suonare in levare intende lo spostamento dell'accentazione forte sul movimento successivo.
Esso nella maggior parte delle volte non si avverte, o meglio nell'esecuzione non gli viene dato un certo rilievo artistico-interpretativo. Invece in alcune composizioni come il valzer (misura ternaria semplice), la marcia (misura binaria o quaternaria semplice o composta), l'accento metrico si deve far sentire perché esso fa parte dello stile del brano o composizione. L'accento metrico è soprattutto in musica quella parte che si riferisce anche alla struttura dei diversi elementi: inciso, periodo, frase semifrase, rapporti di lunghezza tra le parti e accentazione. Spesso crea confusione con l'accento ritmico vero e proprio che si riferisce invece alle unità di tempo che compongono la battuta e che possono essere marcate con accenti forti, che indicano l'inizio della battuta, accenti deboli e mezzoforti.
L'accento metrico, quando è riferito alla frase che è la contenente di incisi strutturati in semifrasi, poi strutturati in periodi e finalmente in frasi, è indicato, benché la definizione sia impropria, dalla legatura di frase che inizia all'inizio della frase e termina al termine alla sua fine; questa legatura non va confusa con la legatura di valore. Esistono anche degli accenti che si riferiscono alla suddivisione, cioè alla divisione delle unità di tempo, non della battuta.
Per comprendere il concetto di battere e levare va innanzitutto chiarito che esso si riferisce, a livello basico, alla suddivisione in due movimenti di una pulsazione (ad esempio la pulsazione costante fornita da un metronomo, ma potrebbe essere anche non costante come quella del battito cardiaco). Si può dire, in termini non rigorosi, che (con riferimento ad una pulsazione) battere è il "colpo" (il primo movimento), levare è il movimento simmetrico "di rincorsa" successivo al colpo (cioè il secondo movimento). Quindi il battere coincide con lo scoccare della pulsazione, il levare è esattamente a metà dell'intervalo temporale tra due pulsazioni contigue. Gli esempi sotto faciliteranno la comprensione pratica.
Generalmente gli accenti forti o deboli sono chiamati battere o levare: battere gli accenti forti e levare gli accenti deboli, 'tesi' l'accento forte (o mezzo forte) e 'arsi' l'accento debole, dal greco. Inoltre il ritmo può essere: tetico, anacrusico e acefalo. In sintesi:
- Tetico, se il ritmo comincia in battere, cioè sul primo tempo forte della battuta;
- Anacrusico, quando comincia in levare, cioè sul tempo debole;
- Acefalo, quando sostituisce il tempo forte o un accento secondario forte con una pausa.

La chiusura del ritmo può essere piana o tronca: tronca quando l'ultima nota cade sul tempo forte della battuta e piana quando la nota conclusiva cade sul tempo debole. Tutto lo studio musicale è basato sulla divisione ordinata degli accenti che si deve imparare ad esprimere, sia con la voce sia con gli strumenti. Il ritmo ben appreso è quello che dà tutta la bellezza e l'energia alla musica e che permette di apprezzarne e goderne le esecuzioni, sia vocali sia orchestrali.
L'accento metrico non ha nulla a che fare con il battere o il levare, che invece sono gli elementi costitutivi del ritmo, battere tempo forte, levare tempo debole nelle misura o battute. L'insieme delle battute o misure si inquadra nella realtà dell'accento metrico come sopra indicato: incisi, semifrasi, frasi, periodi e legature di frase. Comunque alcuni autori chiamano riduttivamente accento metrico l'accento che segnala l'inizio della misura o battuta.

### Esempi
In genere, è più semplice ragionare in ottavi (o in sedicesimi se il tempo base è in ottavi e cosi via: in questo modo si ricostruisce una coppia cioè due movimenti per unità di tempo). Ad esempio, in un tempo binario (si prenda il comune 44) il battere è sul primo ottavo di ciascuna delle 4 duine che compongono la battuta, il levare è sul secondo ottavo. I batteristi, quando dicono "battere" o "levare" a questo semplice schema si riferiscono. Pertanto, in questo caso, si può contare il ritmo in due modi (ad esempio), ponendo l'accento sulla sillaba giusta a seconda del groove in oggetto:
- in quarti => uno-due-tre-quattro;
- in ottavi => uno-e-due-e-tre-e-quattro-e (ogni "e" corrisponde al secondo ottavo di ciascun quarto).

Grazie a questa modalità si può facilmente distinguere, tra gli altri, se una linea ritmica è in 54 oppure in 108.
Nella musica dance, pop e rock, generi molti ascoltati, è facile poter comprendere il meccanismo: nella dance (il classico ritmo binario "tunz-tunz" ma è lo stesso nella cadenza di una marcia militare) la cassa suona in battere ("tunz") con accento, il charleston in levare il secondo "tunz", oppure (variante techno), solo cassa sia in battere che levare, ambo i movimenti accentati; nel pop e il rock (ritmo binario) lo schema predefinito è: charleston in ottavi continui, cassa in battere sul primo (accento forte) e terzo movimento (accento semiforte), rullante in battere sul secondo e quarto movimento (tutti i colpi del rullante e della cassa nel primo ottavo di ciascuno dei quattro quarti della battuta). Una variante è il backbeat (cioè un accento forte su un tempo debole): charleston in levare solo sul secondo ottavo (di ciascun movimento) alternato alla cassa. A volte, nell'heavy rock, specie nella parte finale del brano, il batterista raddoppia i colpi sul rullante, suonando un ostinato in quarti ripetuti (4 colpi per battuta di 44) (suddivisione doppia).
Un'altra variante (molto suonata) è il groove dance in levare: cassa che suona tutti i quarti, piatto in levare (secondo ottavo di ogni quarto) alternato al rullante (o sul timpano se s vuole differenziare il suono) in battere insieme alla cassa sul 2 e 4 cioè in backbeat.
Un secondo esempio non musicale alla portata di tutti: si pronuncia in maniera cadenzata la sequenza "Ro-ma, Ro-ma": si batte la mano su "Ro" (battere) e il levare corrisponde al momento in cui la mano è sollevata nel punto di massima distanza dal battere (la coscia, il tavolo o l'altra mano rimasta ferma). Medesima situazione negli altri movimenti (ternari, quaternari, etc).
I suoni distinti di un metronomo digitale che esegue le due pulsazioni (tic-tac) di una determinata velocità in bpm (battiti per minuto) è un altro esempio: il "tic" è in battere, il "tac" è in levare (idem con un comune pendolo: tic quando è, poniamo a sinistra, tac quando è a destra, rispetto alla verticale).

## Accento ritmico
L'accento ritmico si riferisce alla divisione del brano musicale in accenti forti o deboli organizzati nella cellula ritmica che è la battuta.
Esistono battute binarie, ternarie e quaternarie. Nella battuta binaria si ha un accento forte e un accento debole. Nella battuta ternaria generalmente un accento forte e due accenti deboli, nella battuta quaternaria si hanno un accento forte seguito da un accento debole, da un accento mezzo forte e poi ancora uno debole (o piano), per distinguerlo dall'accento forte dell'inizio della battuta.
Le battute si chiamano anche misure
Le misure o battute si suddividono anche in misure semplici o misure composte. Le misure semplici hanno l'unità di tempo che a sua volta si suddivide in due sub-accenti, mentre nelle misure composte l'unità di tempo si suddivide in tre sub-accenti. Le battute vengono generalmente caratterizzate da una frazione posta all'inizio del brano musicale, frazione di cui il numeratore indica il numero degli accenti e il denominatore il valore degli accenti nelle misure semplici; nei tempi composti, invece, il numero dei sub-accenti corrisponde al numeratore, mentre il valore dei sub accenti corrisponde al denominatore (come nelle misure semplici).
Misure comuni sono per esempio le battute in 22, 24, 34, 44 e misure composte sono le battute indicate con 6/8, 9/8, 12/8, eccetera.
Questo definisce quindi anche la struttura ritmica del brano musicale, generalmente composto da successioni di molte battute.
Il ritmo è naturalmente uno schema, una successione di unità di tempo segnalati dai suoni, l'ordine dei suoni nel tempo, ovvero come diceva Mozart, "la musica è il ritmo realizzato per mezzo del suono" e come diceva Goethe "il ritmo ha qualcosa di magico, ci costringe persino a credere che il sublime ci appartenga".

### Durata dei suoni
La durata dei suoni e dei silenzi è indicata da valori musicali che sono:
| Semibreve    | 4/4  |
| Minima       | 2/4  |
| Semiminima   | 1/4  |
| Croma        | 1/8  |
| Semicroma    | 1/16 |
| Biscroma     | 1/32 |
| Semibiscroma | 1/64 |

Per durata 1 di un suono si intende una nota intera, ovvero lunga come la battuta (o misura), in quanto la battuta viene sempre considerata come l'elemento intero che viene poi suddiviso nei vari movimenti, anche quando nel caso la battuta non sia necessariamente di 44. Essendo il 44 il tempo (o metro) più diffuso, il valore della semibreve è stato poi associato a quello di 44.
La durata di un suono (o di una pausa) può essere alterata dalla legatura di valore che lega due o più note sul pentagramma alla medesima altezza, cioè sulla stessa linea o nello stesso spazio, e dal punto di valore che posto a fianco di una nota ne aumenta il valore di metà. Per il valore delle note non esistono valori assoluti o prestabiliti, bensì i valori musicali sono nei loro segni in rapporto di durata. Hanno quindi bisogno di un valore di riferimento che generalmente è l'unità di tempo misurata nel numero di essa contenuto in un minuto.
Generalmente l'andamento ritmico del tempo si qualifica coi seguenti termini: grave, largo, larghetto, adagio, andante, andantino, moderato, vivace, presto, prestissimo. La differenza è data dal numero di accenti o unità di tempo presenti in un minuto, così si parte dal grave, a circa 40/50 battiti (misure o unità di tempo) del metronomo sino ad arrivare per gradi sino a 120, 130 battiti al minuto per i tempi veloci.

## Accento dinamico
L'accento dinamico non ha un posto prestabilito fra i tempi o suddivisioni della misura; può essere posto su qualsiasi nota della misura rinforzandone l'intensità. Esso è usato molto nei ritmi sincopati, perché va a rinforzare proprio il tempo o la suddivisione debole. Si segna graficamente con il simbolo > (maggiore) e viene posto sopra o sotto la nota sulla quale cade l'accento.
Per sincope si intende quella situazione musicale che nasce quando sull'accento forte della battuta o della suddivisione si ha il prolungamento del valore di un suono che è iniziato sul tempo debole. In pratica, la sincope è lo spostamento di un accento. Figura simile alla sincope è il contrattempo (o controtempo), che si manifesta quando c'è una pausa al posto del prolungamento del valore dal tempo debole al tempo forte. Detto in altre parole il controtempo è l'inserimento, in una linea ritmica data, di un colpo in corrispondenza di un accento debole al posto di uno forte, con effetto voluto di contrasto ritmico. Non cambia se al posto di un colpo vi è una voce secondaria che fa il controtempo rispetto a quella che canta la melodia principale.
Della dinamica musicale fanno parte anche alcune caratteristiche per esprimere i suoni, indicati con segni sopra le note, lo staccato, il picchettato, lo staccatissimo, il suono appoggiato. Lo staccato si indica con un punto sopra la nota, punto che fa perdere alla nota parte del suo valore, lo staccatissimo con un accento acuto verticale sopra la nota e toglie 34 del valore della nota, le note con un punto sopra unite da una legatura indicano il mezzo staccato o picchettato nel quale la pausa tra i suoni è minima, invece il suono appoggiato si indica con un trattino sopra la nota e la pausa tra un suono e l'altro in questo caso deve essere impercettibile.

### Esempio
Si solfeggi un semplice ritmo quaternario "uno-e|due-e|tre-e|quattro-e": se si suonasse un colpo (battito di mani) in corrispondenza dell'istante in cui si pronuncia l'"e" (cioè il secondo ottavo di ciascuno dei quattro movimenti), allora questo sarebbe un colpo in controtempo. Medesima situazione avviene quando il colpo (o la nota) fosse a metà esatta dell'intervallo temporale tra un "tic" e un "tac" di un metronomo.

## Accento agogico
L'accento agogico può cadere su una nota qualsiasi della misura. Esso dà maggiore importanza al discorso musicale e all'esecuzione di una frase musicale. Molto usato nel periodo romantico e negli adagi in genere. È segnato con un trattino sopra o sotto la nota e sta ad indicare che il suono deve essere un po' tenuto appoggiato, non sforzato. Inoltre indica variazioni dell'andamento ritmico, cioè del numero di unità di tempo considerate in un minuto che appunto aumentate servono ad accelerare il ritmo e diminuite a rallentarlo, da cui le indicazioni che si trovano negli spartiti come: rallentando, accelerando, affrettando stringendo, precipitando, a tempo (cioè ritorno al tempo iniziale). Esiste anche la dicitura: rubando o rubato con cui si prescrive anche una certa libertà transitoria dalla legge ritmica.

## Accento melodico o patetico
Questo accento rappresenta l'espressione artistica e musicale in genere (dal greco pathos, che significa sentimento). Esso può considerarsi come l'unione dell'accento dinamico con l'accento agogico, perciò il suono deve essere rafforzato e tenuto. Graficamente viene posto sotto la nota con i seguenti segni: >, sf, sfz, sfp. Questo accento può essere posto su qualsiasi nota della composizione.

## Considerazione sugli accenti
Gli accenti dinamico, agogico, melodico o patetico sono accenti di carattere musicale espressivo e servono ad avere una buona interpretazione di un brano e a rappresentare il pensiero musicale dell'autore, di conseguenza non hanno un posto prestabilito nella misura o battuta.
Sia l'accento metrico, o di misura, sia l'accento ritmico, sono accenti di carattere ritmico e servono appunto per dare un senso ritmico al brano e hanno un posto prestabilito nella misura o battuta.
È chiaro che per comprendere questi accenti sia indispensabile che l'esecutore o l'ascoltatore abbia una buona cultura musicale, uno spiccato senso musicale artistico o, come comunemente detto, un "buon orecchio" per riuscire a captare le piccole differenze di intensità degli accenti. Invece per comprendere al meglio l'accento patetico-melodico l'esecutore o l'ascoltatore dovrebbe conoscere il periodo storico del brano, la vita e ciò che vorrebbe rappresentare l'autore.

## Concezione storica
La concezione del ritmo come una successione regolare di suoni con accenti forti e deboli è strettamente connessa alla musica che si è costituita nel Seicento in rapporto all'affermazione del sistema tonale e in particolare in rapporto all'affermazione delle forme di danza. Invece nella tradizione musicale precedente, cioè a quelle dell'epoca barocca e medioevale, si osserva che tanto il canto gregoriano quanto il madrigale si caratterizzavano per un ritmo libero e strettamente connesso alla prosodia della parola. In ogni caso si può riscontrare anche a livello naturale la regolarità del ritmo e quindi nella successione di accenti forti e deboli: per esempio si riscontra un ritmo di tipo binario nell'alternarsi del giorno e della notte, nel battito cardiaco, nel camminare, ecc.
Nel ritmo distinguiamo due momenti fondamentali: il momento di slancio, detto arsi (dal greco arsis = elevazione) ed il momento di riposo, detto tesi (da thesis = deposizione), che corrisponde all'accento in battere.

## Scarica
Nel mondo delle percussioni la "scarica" (fill in inglese) è la variazione, eseguita tipicamente a fine battuta, che il percussionista esegue per staccare dal ritmo fisso (groove) del brano (cioè la cadenza), fornendo così movimento e dinamica, come per "scaricare" la tensione accumulata dalla ripetitività della frase principale. A volte è usato anche per sfoggiare abilità tecnica (un po' come un brevissimo assolo). I fill sono quindi brevi passaggi improvvisati o semi-improvvisati che rompono il ritmo principale in modo da creare interesse o transizione; spesso le scariche sono eseguite in corrispondenza di un cambio di sezione o di tempo (velocità) e/o schema ritmico (pattern).
Nella batteria è composto da fraseggi che impegnano gli elementi al contorno come i tom, i piatti, il timpano, etc. Una classica scarica della batteria nella musica leggera, specie il rock e il pop, è quella composta (in sedicesimi) da rullante, tom 1, tom 2 e timpano (una battuta, 4 × 4 colpi) e conclusione (nella batuta successiva) da cassa e crash all'unisono. L'altra classica è la scarica in terzine di ottavi (una battuta, 3 × 4 colpi) ripetuta sul rullante.